# Antônio Carlos Jobim
Antônio Carlos Brasileiro de Almeida Jobim (Rio de Janeiro, 25 gennaio 1927 – New York, 8 dicembre 1994) è stato un musicista, compositore e cantante brasiliano.
Fu uno degli inventori del genere bossa nova e uno dei protagonisti della musica popolare brasiliana.
Considerato da molti il più importante compositore brasiliano nell'ambito della musica popolare (omologo di Heitor Villa-Lobos nel campo della musica colta), nel suo paese è conosciuto semplicemente come O Maestro. Talora è citato nei crediti come Tom Jobim.

## Biografia

### Infanzia
Antônio "Tom" Carlos Jobim nacque il 25 gennaio 1927 nella casa dei suoi genitori in Rua Conde do Bonfim 634, nel quartiere di Tijuca, nella zona nord Rio de Janeiro, ma la famiglia si trasferì presto a Ipanema, sul litorale della città carioca.
Tom, come verrà sempre chiamato, era figlio di un diplomatico, professore, poeta e scrittore, Jorge Jobim, e di una professoressa, Nilza Brasileiro de Almeida Jobim, direttrice di una rinomata scuola femminile. Nel 1931 nacque la sua unica sorella, Helena, divenuta scrittrice e giornalista.
L'appellativo di Tom gli fu dato dalla madre, che lo coniò ispirandosi a una canzone francese, perché la piccola Helena non riusciva a pronunciare il nome completo del fratello maggiore.
Nel 1935 il padre Jorge morì in circostanze non chiare. Secondo alcune fonti si trattò di suicidio; secondo Helena Jobim, invece, si trattò di arresto cardiaco a causa di una dose eccessiva di morfina che gli era stata prescritta come antidepressivo. Il padre, uomo profondamente religioso e inquieto, di cultura ottocentesca, abbandonò per due volte la famiglia per le divergenze con la moglie, di idee socialiste. La sua figura influenzerà Tom per tutta la vita. La carriera di diplomatico di Jorge Jobim non decollò mai completamente, condizionata dal suo umore e dai suoi problemi caratteriali. Dopo alcune esperienze nelle sedi diplomatiche brasiliane, decise di ritornare stabilmente in patria e divenne prima professore di diritto e poi funzionario del ministero dell'educazione. Non poteva restare a lungo fuori dal suo paese: soffriva di saudade do Brasil. Non era il titolo di una canzone (Tom intitolerà così una sua opera strumentale) o una barzelletta: per Jorge Jobim era una cosa seria e lo sarà sempre anche per il figlio.
La madre Nilza si risposò nel 1937 con Celso Frota Pessoa, che ne adottò i figli. La famiglia si trasferì prima a Copacabana e poi ritornò a Ipanema in una casa immersa nel verde e nella natura che influenzerà molto il compositore. Il padre adottivo era socialista e agnostico, molto diverso da Jorge; fu lui, insieme a uno zio materno, a indurre Tom a coltivare il proprio talento musicale.

### L'incontro con il pianoforte
Tom crebbe in un ambiente familiare che favorì la sua formazione musicale. A casa, grazie a due zii musicisti, si ascoltavano Bach, Igor' Fëdorovič Stravinskij, Arnold Schönberg, Sergej Sergeevič Prokof'ev, Claude Debussy, Maurice Ravel e Béla Bartók e, ovviamente, la musica brasiliana, Heitor Villa-Lobos, Ary Barroso, Dorival Caymmi e Pixinguinha, il choro e i chôrinhos.
A quattordici anni Tom scoprì un pianoforte nel garage di casa. Dapprima lo trattò con distacco (era stato acquistato per la sorella Helena e Tom lo considerava roba da ragazze), ma allo stesso tempo ne fu intimorito. Fu l'avvenimento che gli cambiò la vita. Iniziò a prendere lezioni, svogliatamente, ma abbastanza per apprendere velocemente le basi, e non solo, della teoria musicale e della tecnica strumentale.
Non imparò solo a suonare il pianoforte. Gli servì solo per iniziare a comporre scale e armonie: suonare lo strumento era per Tom un fatto tutto sommato secondario. Era la ricerca di soluzioni armoniche originali che gli interessava innanzitutto. In seguito completò gli studi musicali dedicandosi alla composizione e imparò a suonare il flauto e la chitarra.
Nel 1946 si iscrisse alla facoltà di architettura, ma l'abbandonò presto. Decise che la sua vita sarebbe stata la musica.

### Le prime esperienze
Nel 1949 Jobim si sposò con Thereza Hermanny e un anno dopo nacque il suo primo figlio, Paulo. La seconda figlia della coppia, Elisabeth, nacque nel 1957.
Preoccupato per le condizioni economiche della famiglia, iniziò a cercare ingaggi e a suonare nei night club (i famigerati inferninhos) di Copacabana. Formò un gruppetto di cui faceva parte anche Newton Mendonça, suo primo grande partner musicale (morto giovanissimo nel 1960). Una caratteristica di molti di questi locali, spesso bettole di infimo ordine, ma anche locali più chic, è che erano tematici. Così Tom suonò ogni genere e stile musicale che si potesse ascoltare in Brasile a quell'epoca: samba, tango, jazz, swing, canzoni francesi e americane. Fu una palestra importante e fu in quei locali che iniziò a farsi un nome e a perfezionare il suo personalissimo senso dell'armonia.
Tramite lo zio, Tom conobbe il direttore di una radio di Rio che gli procurò una scrittura come pianista per l'emittente e, contemporaneamente, in un locale notturno. Furono i suoi primi lavori da professionista.
I suoi primi lavori importanti furono come arrangiatore. Nel 1952 iniziò a lavorare alla casa discografica Continental. Fu assunto perché sapeva leggere la musica e inizialmente il suo compito era quello di scrivere sul pentagramma la musica composta dagli artisti dell'etichetta. Il suo modo di trascrivere era però personalissimo: Jobim stravolgeva i pezzi, non solo li arrangiava, li riempiva di accordi che nessuno era in grado di capire e di suonare.
Nell'aprile del 1953 uscì il primo disco contenente una canzone di Jobim. Era un 78 giri di Mauricy Moura che conteneva Inserteza composta con Mendonça. Pochi mesi dopo uscirono altri dischi con sue canzoni: Pensando em você e Faz uma semana cantate da Ernani Filho.

### I primi successi

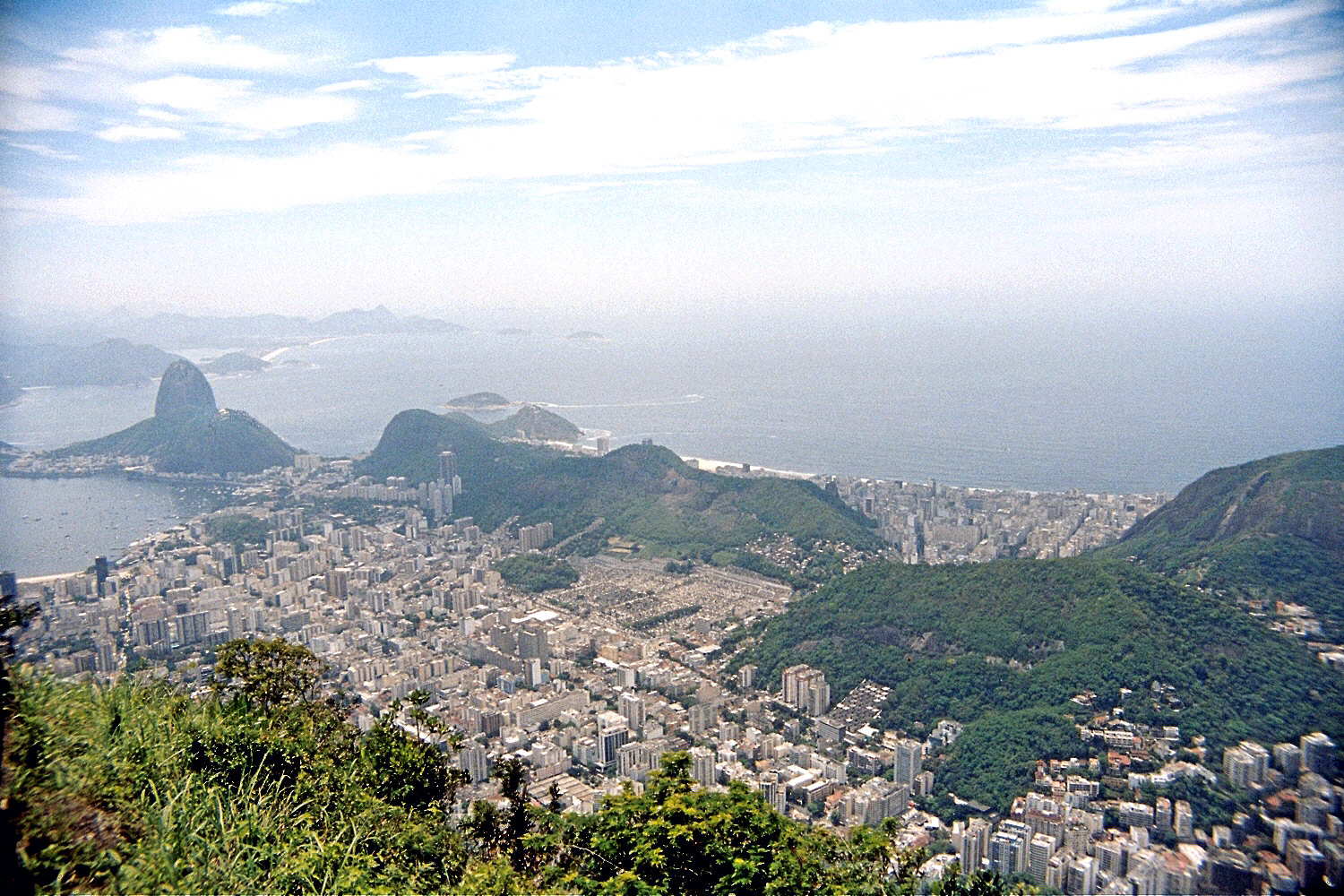
Rio de Janeiro dal Corcovado

Il suo primo successo come compositore fu Tereza da Praia, un samba-cançao su testo di Billy Blanco, inciso da Dick Farney e Lúcio Alves nel 1954, che era un omaggio alla moglie Theresa.
Il 1954 fu l'anno decisivo per la carriera di Jobim. La Continental decise di lanciare un LP che doveva essere un omaggio e una esaltazione di Rio (con le sue montagne, il suo mare e il suo sole) e lo commissionò a Jobim. Il disco, intitolato Rio de Janeiro - Sinfonia Popular em Tempo de Samba, con testi del paroliere Billy Branco e interpretato da cantanti di successo tra i quali Elizete Cardoso, Dick Farney, Lúcio Alves e altri, non fu un successo memorabile, anche perché l'arrangiamento non fu affidato a Jobim, ma al suo mentore Radamés Gnatalli (allora principale arrangiatore della casa discografica), ma consolidò la sua reputazione.
Alla radio nazionale poté rappresentare una sua composizione sinfonica dedicata al padre, Lenda, e in seguito lavorò con Dolores Duran, celebre compositrice e cantante dell'epoca, e con tutti i principali cantanti brasiliani (tra i quali Luiz Bonfá). Alla fine del 1954 era considerato uno dei migliori arrangiatori e compositori del paese preceduto solo dal mostro sacro Pixinguinha.
Nel 1955 Jobim divenne direttore artistico dell'etichetta Odeon, la più importante del Brasile. Alla fine dell'anno se ne andò, ma l'esperienza gli servì comunque molto e gli diede modo di lavorare con Aloysio de Oliveira con il quale compose molte canzoni poi divenute classici della bossa nova (Dindi, Eu Preciso de você, Demais e Inútil paisagem).

### L'incontro con Vinícius
Nel 1956 il poeta, diplomatico e musicista Vinícius de Moraes propose a Jobim di musicare il suo poema Orfeu da Conceição. I due si conoscevano poco e solo perché frequentavano lo stesso esclusivo locale di Ipanema, il Clube da Chave, dove Tom suonava il piano e che fu la vera culla della musica brasiliana degli anni cinquanta. Vi si esibiva spesso Johnny Alf, un musicista che suonava il jazz e il cui stile conteneva già il DNA della futura bossa nova.
Jobim fu consigliato a Vinícius, appena tornato da un soggiorno diplomatico all'estero, da suo cognato, il giornalista Ronaldo Bôscoli. L'incontro decisivo, secondo la versione ufficiale della storia, avvenne in un bar del centro, il Villarino, luogo d'incontro degli intellettuali di Rio, alla presenza del giornalista Lúcio Rangel. Alla proposta del grande poeta, Jobim chiese: «C'è da guadagnarci qualche soldo?» L'uscita indignò Rangel che rimproverò il pianista: «Come fai a parlare di soldi davanti a un invito come questo? Tom, hai di fronte il poeta Vinícius de Moraes!».
Jobim non si impressionò poi molto e rimase dell'idea che la questione economica non era poi così trascurabile, ma Vinícius simpatizzò immediatamente per l'impertinente pianista.
Ne nacque una amicizia e una collaborazione che fece la storia della musica brasiliana. La sintonia tra i due si rivelò immediatamente fruttuosa. Jobim e Vinícius si rinchiusero in un appartamento di Rio e iniziarono a lavorare sull'Orfeo, la versione carioca del mito classico. Dopo alcuni tentativi su temi samba, fu la volta di Se todos fossem iguais a você e di altre splendide canzoni.
La piéce fu rappresentata il 25 settembre del 1956 al Teatro Municipal di Rio de Janeiro, con Haroldo Costa nella parte di Orfeo e Dirce Paiva in quella di Eurídice. Ebbe un notevole successo e, nell'ottobre dello stesso anno, Aloysio de Oliveira, che aveva sostituito Jobim alla direzione artistica della Odeon, pubblicò un disco con le canzoni dello spettacolo teatrale. Gli arrangiamenti erano di Jobim, la chitarra era suonata da Luiz Bonfá e la voce di Orfeo era di Roberto Paiva.
Non si può dire che il disco ebbe un grande successo commerciale, ma si trattava pur sempre dell'opera di uno dei più considerati intellettuali brasiliani. La carriera di Jobim come compositore ebbe un nuovo impulso. Le sue canzoni venivano incise da tutti i più importanti interpreti: fu soprattutto la bravissima Sylvia Telles a lanciare le sue nuove canzoni scritte con il fido Newton Mendonça.

### Orfeu negro

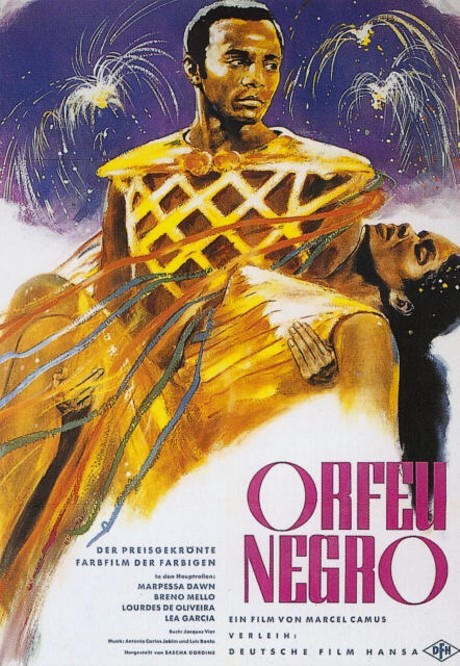
Poster del film Orfeu Negro

Nel 1957 il produttore francese Sacha Gordine, che aveva conosciuto Vinícius durante un suo soggiorno diplomatico a Parigi, decise di realizzare un film basato sul lavoro teatrale Orfeu da Conceição. Gordine decise di non utilizzare nessuna delle musiche già scritte per la piéce originale e per il film, una co-produzione franco-italo-brasiliana, pretese una nuova partitura che fu commissionata a Jobim e a Vinícius.
Jobim rimase parecchio indispettito: non capiva perché bisognasse rifare tutto il lavoro. Ma Vinícius era amico del produttore e quindi, alla fine, Jobim si sottomise alla richiesta. In pochi giorni, al telefono (Vinícius si trovava in quel periodo a Montevideo in missione diplomatica), vennero composte alcune nuove canzoni: A felicidade, Frevo e O nosso amor.
Il regista, Marcel Camus, e Gordine non le ritennero sufficienti e aggiunsero due pezzi composti da Luiz Bonfá che era stato ingaggiato per suonare la chitarra e per la direzione artistica. Bonfá tirò fuori dal cassetto due sue vecchie e inedite composizioni. Ci fu un po' di scarica barile su chi avrebbe scritto i testi: Vinícius declinò l'invito e alla fine Antônio Maria, pur senza entusiasmo, scrisse le parole per Manhã de Carnaval e Samba de Orfeu. Vinícius protestò perché riteneva i testi del tutto estranei alla sua idea di Orfeo: erano troppo positivi e ottimistici, mentre la sua era, nelle intenzioni, la riproposizione di una tragedia greca.
I motivi che portarono malcontento tra i musicisti brasiliani (in particolare Jobim) e che rischiarono di far naufragare il progetto (al punto che Gordine cercò di risolvere la cosa accordandosi con dei compositori europei) erano legati ai diritti di pubblicazione. Le canzoni originali non andavano bene perché erano già state pubblicate in Brasile e i francesi, invece, volevano canzoni inedite per poterle pubblicare in Francia. Gordine si prese, così, metà della torta e furono inseriti nel gruppo il regista Marcel Camus e due parolieri francesi a cui, nonostante non avessero fatto niente, fu attribuita una quota. Alla fine a Jobim («Fu una truffa!») e a Vinícius, così come a Bonfá e a Antônio Maria, rimaneva solo il 10%.
Per i ruoli da protagonista furono scelti Breno Mello (Orfeu) e Marpessa Dawn (Eurídice). Il primo non era un cantante e la seconda era americana: andavano quindi doppiati. Mello non era nemmeno un attore, ma una riserva della Fluminense, e fu consigliato a Gordine da Ronaldo Bôscoli, tifoso di quella squadra, perché era nero, bello e atletico. La voce femminile fu affidata a Elizete Cardoso, che aveva appena inciso l'album Canção do amor demais ed era la ragazza di Vinícius. Per la voce maschile si pensò dapprima a João Gilberto, ma poiché il suo timbro non era proprio da nero, fu scelto Agostinho dos Santos.
Il film Orfeu negro (o Orfeu do Carnaval), fu realizzato nel 1958 e vinse la Palma d'oro a Cannes e l'Oscar come miglior film straniero nel 1959.
Le canzoni del film ebbero un successo straordinario e lanciarono sia Luiz Bonfá che Jobim all'attenzione internazionale. Nessuno però, al tempo, utilizzò bossa nova per indicare quel tipo di musica. Gli ingredienti però c'erano già tutti: le musiche di Tom Jobim, le liriche di Vinícius e la chitarra che, come nel brano A felicidade, suonata da Roberto Menescal, conteneva già tutte le caratteristiche ritmiche che avrebbe reso celebre il genere. Mancava solo il tocco finale: João Gilberto.

### La bossa nova

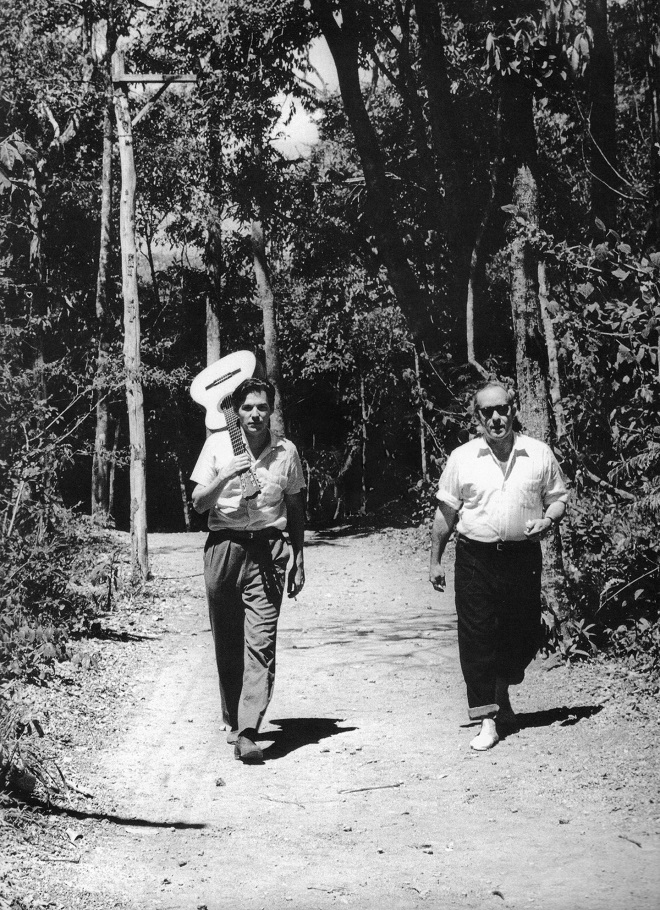
Antônio Carlos Jobim e Vinícius de Moraes, 1962

La nascita della bossa nova è generalmente fatta coincidere, storicamente, con l'uscita del primo album interamente composto da Tom Jobim e da Vinícius de Moraes per la cantante Elizete Cardoso. Il disco, intitolato Canção do amor demais, uscì nel 1958 per la Odeon e conteneva due pezzi nei quali la chitarra era suonata da João Gilberto. Uno era Outra vez, del solo Jobim, l'altro era Chega de saudade.
Le altre tracce del disco sono tutte canzoni melodiche, al limite del melodramma, con un solenne accompagnamento d'archi. Ma Outra vez e, soprattutto, Chega de Saudade, erano qualcosa di nuovo. In primo luogo erano su ritmo samba, ma soprattutto avevano una cadenza innovativa e che, all'epoca, fece scalpore. La chitarra di Gilberto era la grande novità.
La bossa nova era nata e, da quel momento tutti in Brasile, cercando di copiare la batida di Gilberto, iniziarono a suonarla. Jobim, quando incontrò il chitarrista, rimase colpito dal suo modo di suonare: disse che sembrava la cadenza di una lavatrice (simile allo stile seguito da Dorival Caymmi).
Da quel momento per Tom Jobim iniziò una frenetica attività: non riusciva a star dietro alle richieste che gli arrivavano. Componeva, suonava nei club, suonava alla radio (compose Este seu olhar). Tutti i principali cantanti brasiliani, tra il 1959 e il 1960, incisero canzoni e interi album con le sue canzoni. Tra questi, ovviamente, João Gilberto, che prima incise a suo nome Chega de saudade, poi reinterpretò in modo magnifico le canzoni di Orfeu Negro, dal quale era stato escluso, come piccola vendetta personale. L'ultimo ingrediente mancante alla bossa nova, la sua voce nasale, monocorde, ma suggestiva, era stato inserito nella ricetta.
Nel 1959 Sylvia Telles incise due LP con sole canzoni di Jobim, il quale produsse anche gli album di João Gilberto, iniziò a lavorare alla televisione brasiliana (TV Tupi) dirigendo un'orchestra nel programma Noite de Gala, presentò per quasi un anno il programma O Bom Tom alla TV di San Paolo Canal 5. Sempre nel 1959, con Vinícius, realizzò l'album Por toda a minha vida per il soprano Lenita Bruno e un'orchestra sinfonica.
Con la partenza del poeta per l'Uruguay, Jobim ebbe modo di lavorare anche con altri parolieri. In quel periodo compose, tra i tanti, pezzi come Desafinado, Meditação e Samba de uma nota só (con Newton Mendonça), De você eu gosto, Dindi , Demais e Eu preciso de você (con Aloysio de Oliveira), Esquecendo você, Canção da eterna despedida, Este seu olhar, Fotografia  e Só em Teus Braços da solo.
Oltre alle canzoni già citate, dall'intesa con Vinícius uscirono Insensatez, È preciso dizer adeus, Canta, canta mais, O que tinha de ser, Sem você, Brigas, nunca mais e Eu sei que vou te amar.
Nell'agosto del 1962 con Vinícius de Moraes, João Gilberto, partecipò al memorabile spettacolo Encontro nel ristorante Au Bon Gourmet di Copacabana, organizzato dall'amico Aloysio de Oliveira. In quell'occasione, la prima in cui il poeta si esibiva dal vivo, furono presentate, per la prima volta al pubblico, alcune nuove canzoni rimaste nella storia della bossa nova: Só danço samba, Samba do avião e, soprattutto, Garota de Ipanema, che diventerà la canzone più celebre del sodalizio Jobim-Vinícius. La canzone fu introdotta da un dialogo che fece storia: Tom il compositore di una canzone sull'amore, Vinícius il poeta che poteva descriverlo e João la voce che poteva cantarlo, poi tutti e tre attaccarono con Olha que coisa mais linda, mais cheia de graça....
Nei due anni successivi Garota de Ipanema fu registrata più di quaranta volte tra il Brasile e gli Stati Uniti.
Dopo il grande successo, Jobim cominciò a tranquillizzarsi dal punto di vista economico: poté comperare la casa in cui abitava a Ipanema, in Rua Nascimento Silva, liberandosi dall'incubo dell'affitto, e acquistò la sua prima auto, un maggiolino azzurro.
In quegli anni compose canzoni alcune colonne sonore: per Pista de Grama nel 1958, per Porto das Caixas nel 1961 e per Copacabana Palace, un film italiano uscito nel 1962 nel quale fece anche una apparizione insieme a João Gilberto, diretto da Steno, con Walter Chiari e l'attrice francese Mylène Demongeot, con la quale ebbe una relazione. Nel 1962 Jobim esordì anche come cantante in una registrazione nel disco che il flautista Herbie Mann registrò in Brasile.
Nel 1992 la scuola di samba della Mangueira gli aveva dedicato la propria sfilata di Carnevale. Per la prima volta la bossa nova sostituiva il samba nel repertorio canonico. Per Jobim questo rappresentava una rivincita sui burattinai del Carnevale, che per lungo tempo avevano snobbato il nuovo genere musicale, giudicandolo distante dalla tradizione del Brasile.

### Brasilia

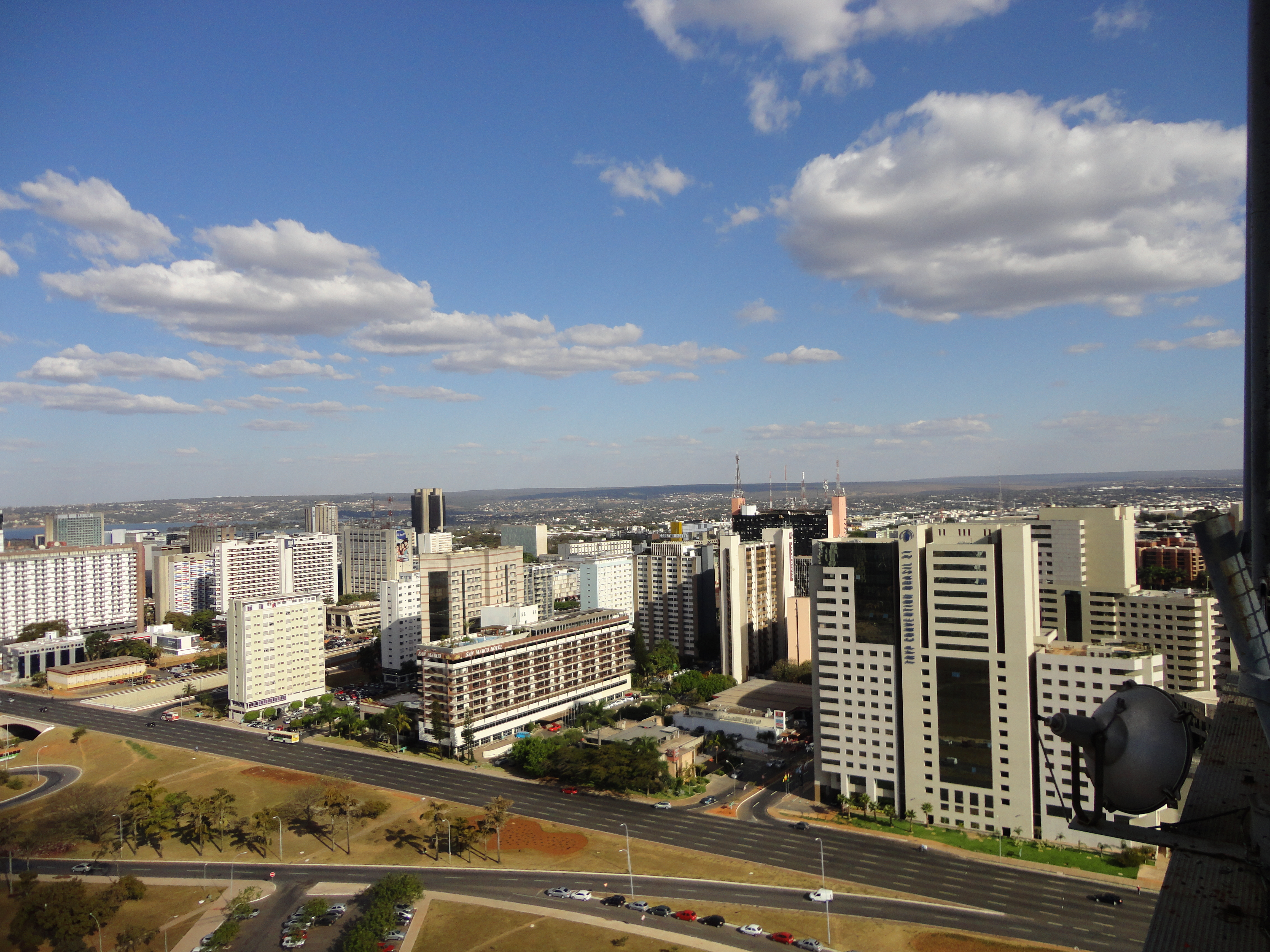
Vista di Brasília

Nel 1959 iniziò a pensare anche a un'opera di più largo respiro: una sinfonia in cinque movimenti intitolata Brasília, Sinfonia de Alvorada. La completò un anno dopo, con Vinícius (che si occupa dei testi recitati), ispirato dal nuovo e ottimista Brasile sul quale soffiava il vento della bossa e del presidente Juscelino Kubitschek. La prima opera era stata dedicata alla sua Rio de Janeiro, questa seconda fu dedicata alla nuova capitale della nazione, Brasília.
Il presidente brasiliano l'aveva commissionata ai due nel 1958 e voleva che fosse pronta per l'inaugurazione di Brasília. Ci furono molti ostacoli per Jobim e Vinícius, criticati nell'ambiente dello spettacolo per l'adesione ad un progetto considerato assurdo dall'opposizione politica. I due vissero anche per un periodo nella città, nei palazzi presidenziali, per trarre ispirazione dalla mastodontica opera che lì si stava realizzando.
Brasília fu inaugurata, senza la sua sinfonia, il 21 aprile del 1960 e lo spettacolo, durante il quale doveva essere rappresentata nel settembre dello stesso anno, fu cancellato per i costi ritenuti eccessivi. L'opera sarà rappresentata per la prima volta solo nel 1966 alla TV Excelsior di San Paolo, ma nel 1960 uscì su un disco della Columbia.

### Il compositore diDesafinado
Proprio nel periodo in cui Tom, Vinícius e João Gilberto realizzavano lo spettacolo Encontro, il sassofonista Stan Getz e il chitarrista Charlie Byrd fecero uscire il celebre album Jazz Samba attraverso il quale i ritmi brasiliani iniziarono a conquistare gli Stati Uniti. Il successo dell'album fu accompagnato da quello di una versione strumentale di Desafinado che divenne il primo hit di bossa nova al di fuori del Brasile.

Tom Jobim, 1965

La presentazione ufficiale della bossa nova negli Stati Uniti avvenne il 21 novembre del 1962 con un grande concerto alla Carnegie Hall di New York a cui parteciparono tutti i più importanti artisti brasiliani dell'epoca: João Gilberto, Luiz Bonfá, Agostinho dos Santos, Roberto Menescal, Sérgio Mendes e Oscar Castro-Neves. Lo spettacolo non ebbe critiche particolarmente favorevoli: troppa confusione sul palco, un po' di dilettantismo degli artisti brasiliani, poca organizzazione e una acustica pessima resero una cattiva pubblicità al nuovo genere musicale di cui Jobim era uno dei protagonisti più attesi.
Tom rimase comunque negli Stati Uniti (come fecero anche Gilberto e Mendes). Iniziò a suonare in qualche locale del Village e a Washington e fu elogiato da alcuni critici che poterono ascoltarlo. Si esibì anche in TV con Gerry Mulligan. L'incontro decisivo fu con il produttore Creed Taylor che lo portò a registrare il suo primo album americano, lo strumentale The Composer of Desafinado, Plays per la Verve Records. Sempre con Taylor, partecipò all'incisione di Jazz Samba Ancore! con Stan Getz e Luiz Bonfá e, infine, al celebre Getz/Gilberto, disco fortunatissimo che lanciò nel mondo la sua The Girl from Ipanema nell'interpretazione di Astrud Gilberto, moglie di João.
Nel 1962, uno dei più grandi sassofonisti jazz, Coleman Hawkins, tributerà la bossanova in campo jazzistico suonando Desafinado oltre ad altri pezzi.
Il successo ottenuto negli Stati Uniti permise a Jobim di realizzare altri dischi con la Verve Records e di collaborare alla realizzazione di molti altri. Il disco The Wonderful World of Antonio Carlos Jobim fu arrangiato da Nelson Riddle e A Certain Mr. Jobim da Claus Ogerman. Collaborò anche, in Brasile, con la nuova etichetta fondata dall'amico Aloysio de Oliveira, la Elenco, per la quale realizzò un disco con Dorival Caymmi e i suoi figli, Dori, Danilo e Nana.
Nel 1964 fondò una sua casa di edizioni musicali, la Corcovado Music, e iniziò a collaborare con Ray Gilbert, che divenne suo editore e suo paroliere in inglese di fiducia. Jobim era infatti non soddisfatto delle precedenti versioni in inglese delle sue canzoni e rimase invece colpito dai testi di Gilbert che aveva già al suo attivo una lunga frequentazione con la musica brasiliana e sudamericana.

### Il sodalizio con Frank Sinatra

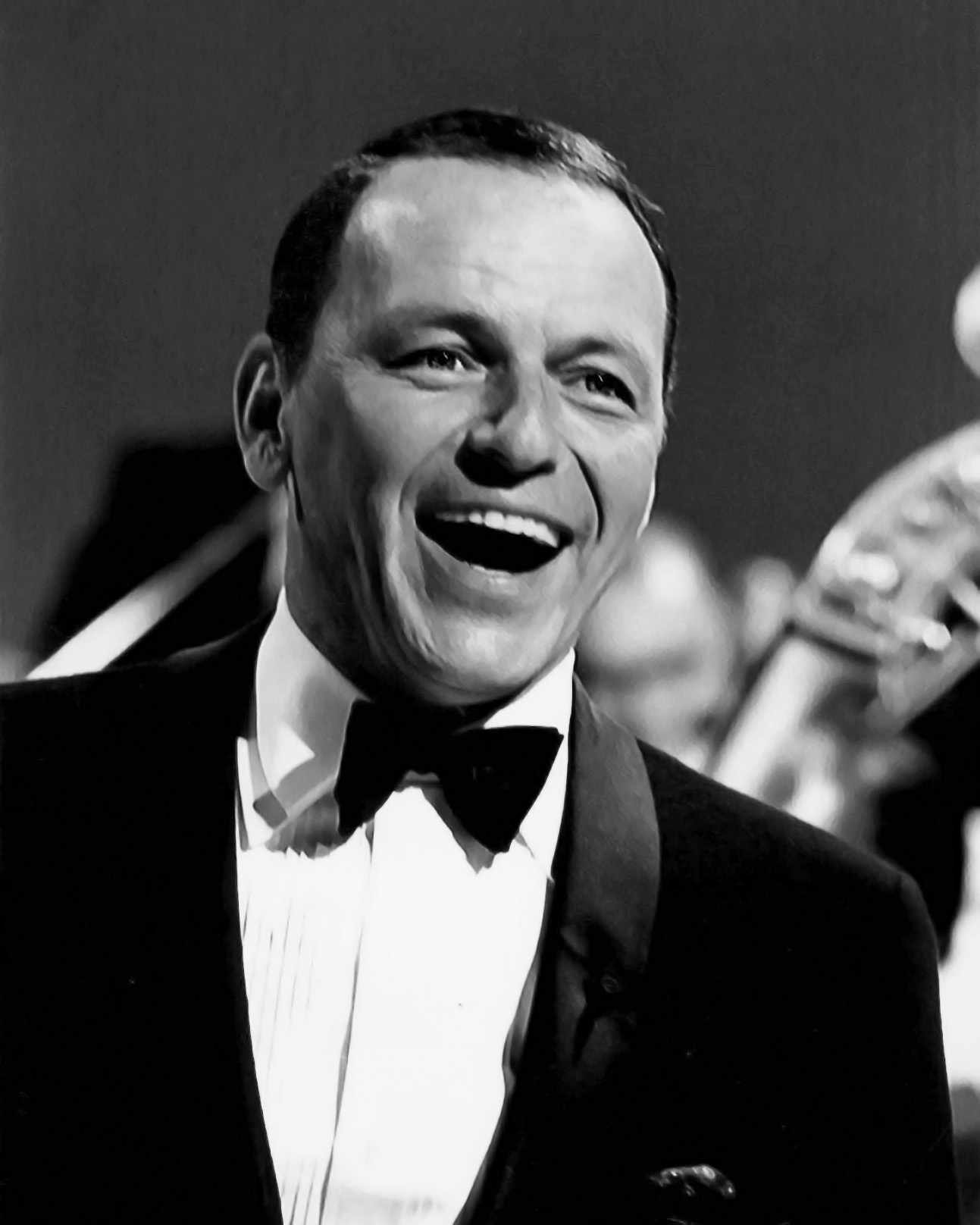
Frank Sinatra nel 1966

Alla fine del 1966, Jobim si trovava a Rio de Janeiro, nello stesso locale di Ipanema nel quale nacque l'idea di Garota de Ipanema. Ricevette una telefonata dagli Stati Uniti: «Mi piacerebbe fare un disco con te e volevo sapere se l'idea poteva interessarti.» All'altro capo del telefono c'era Frank Sinatra.
Il disco fu registrato a Los Angeles e Jobim compose per l'occasione due pezzi nuovi: Wave e Triste. Tom arrivò negli Stati Uniti nel gennaio del 1967 e passò molto tempo, da solo, in hotel, aspettando che il celebre cantante statunitense si facesse vivo per iniziare la registrazione. Sinatra era in fuga a Barbados per sfuggire alla moglie Mia Farrow dopo una lite. In hotel passava il tempo componendo, guardando la TV e scrivendo lettere a Vinícius de Moraes (nelle quali si definiva frustrato, annoiato e infelice e alla fine delle quali si firmava come Astênio Claustro Fobim).
Quando Sinatra arrivò e iniziarono le registrazioni, Jobim era abbastanza nervoso e preoccupato. Sinatra lo mise subito a suo agio. Prima volle registrare alcune canzoni americane arrangiate da Claus Ogerman su ritmi brasiliani per prendere confidenza con lo stile e in quelle canzoni si fece accompagnare da Tom alla chitarra e al pianoforte e duettò con lui in inglese. Poi iniziarono le registrazioni dei pezzi di Jobim tra le quali spiccano Insensatez, Dindi e una bella versione di The Girl from Ipanema con Tom che cantò in portoghese.

Tom Jobim e Chico Buarque all'International Song Festival (FIC) nel 1968

Il disco, intitolato Francis Albert Sinatra & Antonio Carlos Jobim, fu elogiato dalla critica e vendette molto bene (anche per gli standard di Sinatra a quei tempi). Anche in questa occasione gli arrangiamenti vennero firmati da Claus Ogerman. Tom partecipò anche allo show televisivo per la NBC di Sinatra (duettarono su Corcovado). Qualche anno dopo Sinatra realizzò un altro disco con canzoni di Jobim, Sinatra e Company, con arrangiamenti di Eumir Deodato.
Nel 1967 iniziò una fortunata collaborazione e amicizia con il cantautore Chico Buarque de Hollanda con il quale Jobim realizzò alcune belle canzoni e con il quale vinse il 3º Festival della Canzone Internazionale di Rio de Janeiro (il corrispettivo brasiliano dell'italiano Festival di Sanremo), con la canzone Sabiá.
L'anno successivo il fortunato festival fu boicottato dai principali artisti brasiliani in polemica con la censura del regime dittatoriale. Fu l'inizio di una lunga stagione di persecuzione nei confronti dei musicisti e degli intellettuali brasiliani che, in molti casi, furono costretti all'esilio. Anche Jobim entrò nella lista nera del regime.

### Gli anni settanta
La moda della bossa nova, negli Stati Uniti, era finita e, nonostante la sua notorietà, Jobim iniziò a rallentare la sua attività sia in Brasile, dove era sempre meno facile lavorare, che negli Stati Uniti.
Si dedicò per qualche tempo alla scrittura di colonne sonore per film mai troppo fortunati e iniziò il suo periodo ecologista.
Nei primi anni settanta realizzò diversi dischi per la Warner Bros., per la Verve e per la CTI Jazz di Creed Taylor con la collaborazione d Eumir Deodato e Claus Ogerman. Passava sempre più tempo negli Stati Uniti.
Nel 1972 scrisse Águas de março che sarà lanciata da Elis Regina. È considerata una delle più belle canzoni brasiliane di tutti i tempi e, nel suo paese, divenne più popolare di Garota de Ipanema.
Nel 1974 uscì l'album capolavoro Elis & Tom con la cantante brasiliana più celebre, Elis Regina. Il disco, registrato a Los Angeles, contiene, oltre al bellissimo duetto di Águas de março, alcune canzoni di Jobim interpretate magistralmente da Elis. Il disco fu lanciato in Brasile con un memorabile concerto a San Paolo che segnò, anche, la prima esibizione di Jobim in Brasile dopo diversi anni.

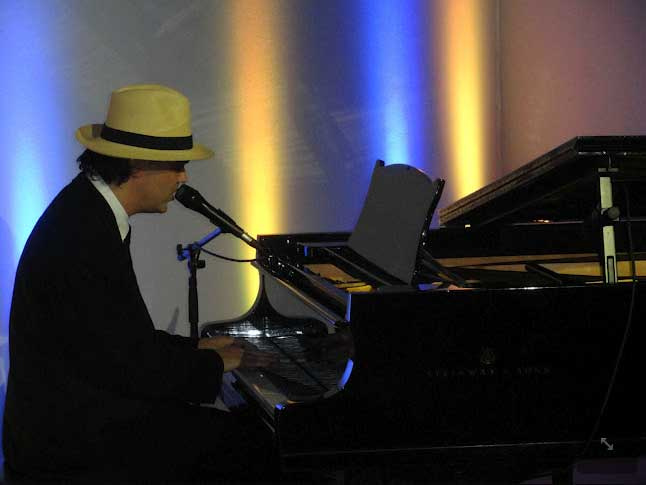
Daniel Jobim, nipote di Tom

Nel 1975 conobbe Ana Beatriz Lontra, di 19 anni, fotografa, con la quale iniziò una duratura relazione (divorziò dalla prima moglie nel 1977). Jobim era già nonno di Daniel, figlio di Paulo. Nel 1978 nacque il primo figlio di Tom e Ana, João Francisco, seguito, nel 1987, da Maria Luíza Helena, nata quando il compositore aveva già sessant'anni.
Ana divenne anche partner artistico di Jobim che, negli anni, mise in piedi un gruppo formato prevalentemente da suoi familiari, la Banda Nova (o Nova Banda). Oltre ad Ana (divenuta signora Jobim), nel coro c'era la figlia Elisabeth, e il figlio Paulo suonava la chitarra. Gli altri erano i figli di Dorival Caymmi, le sorelle di Chico Buarque e alcuni vecchi amici.
Nel 1978 Aloysio de Oliveira produsse uno spettacolo al teatro Canecão di Rio de Janeiro, organizzato per il ritorno di Vinícius de Moraes sui palchi brasiliani dopo una assenza di quindici anni. Allo spettacolo musicale che, programmato per quattro settimane, proseguì per un totale di otto mesi, parteciparono Jobim, Toquinho, allora spalla di Vinícius, e Miúcha, sorella di Chico Buarque ed ex-moglie di João Gilberto, che all'epoca stava registrando un disco in coppia con Tom. Lo spettacolo/concerto, che fu portato anche in Italia e nel resto d'Europa e del Sud America, ebbe un successo clamoroso e fu immortalato nel disco Gravado ao vivo no canecão.

### Gli ultimi anni
Negli anni successivi Jobim, stabilitosi con Ana in una bella casa a Rio, incise altri dischi con molte nuove canzoni, collaborando con Chico Buarque, con Miúcha, duettando con Edu Lobo e componendo nel 1983 la colonna sonora del film Gabriela con l'omonima canzone portata al successo da Gal Costa.
Gli anni ottanta furono un periodo di omaggi alla sua opera: premi, special televisivi, dischi tributo. Compose molto per il cinema e per la TV, girò il mondo con la Banda Nova, suonò con i Wiener, poi al festival di Montreux e, di nuovo, alla Carnegie Hall. Nel 1986 ebbe nuovamente grande successo con un disco a suo nome realizzato con la Nova Banda, Passarim.
Antônio, o Brasileiro fu il titolo dello spettacolo televisivo trasmesso in Brasile e negli Stati Uniti per festeggiare i sessant'anni del Maestro.
Nel 1989, alla Carnegie Hall, fu realizzato un concerto per festeggiare i venticinque anni di successo di Garota de Ipanema. Secondo quando detto nell'occasione, la canzone aveva raggiunto tre milioni di esecuzioni tra registrazioni e passaggi radiofonici e televisivi. Jobim era il secondo compositore straniero per numero di esecuzioni.

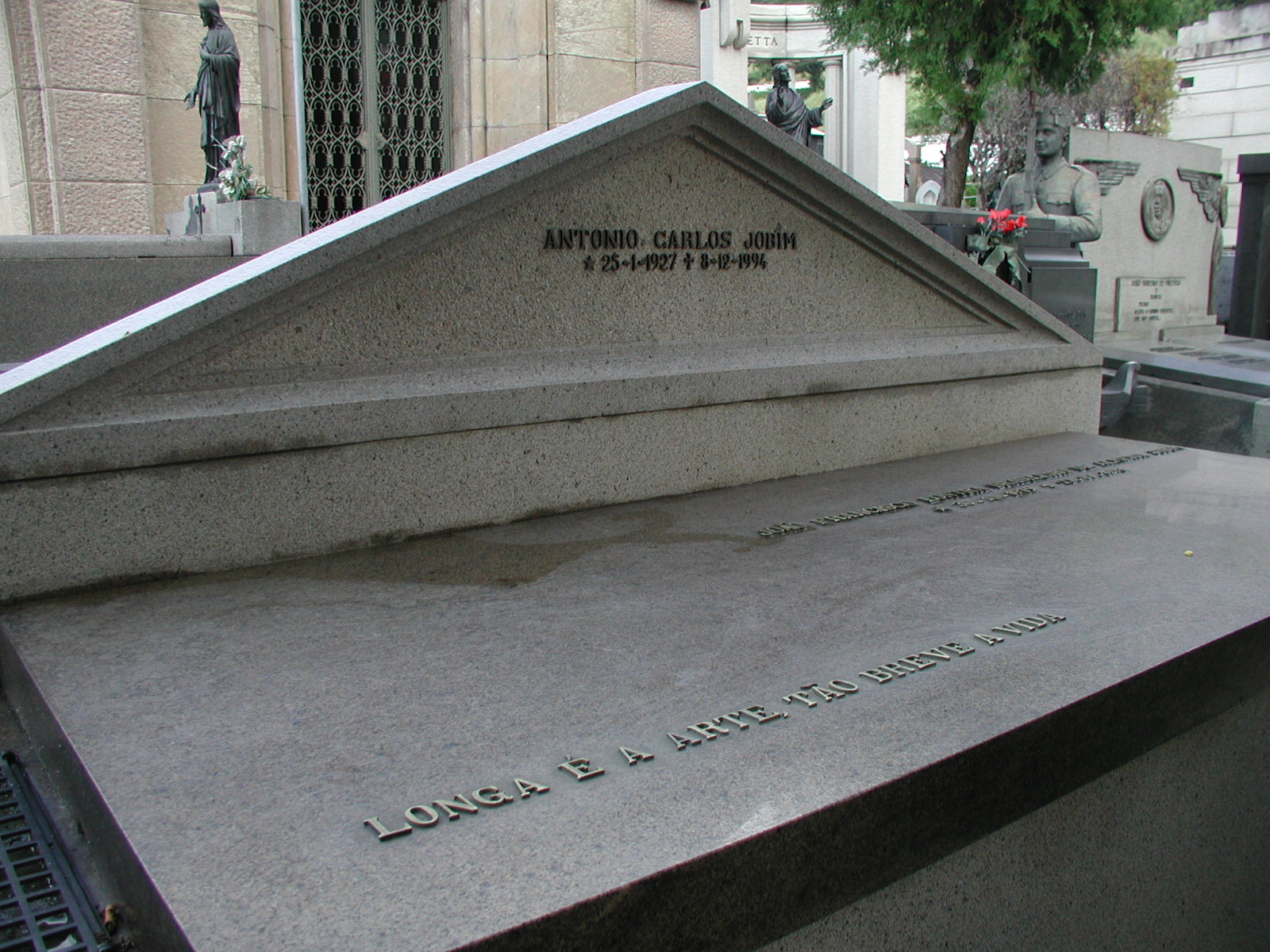
La tomba di Tom Jobim a Rio de Janeiro. con l'epitaffio "Longa é a arte, tão breve a vida"

Gli ultimi anni furono dedicati, ancor più del decennio precedente, alla diffusione della musica brasiliana nel mondo e alla memoria di Vinícius (morto nel 1980). Nel 1990 fu inaugurata l'Università della Musica a San Paolo e Jobim ne divenne il rettore.
Nel 1992, in un periodo di premi, omaggi, concerti e tributi, si riunì con João Gilberto per un memorabile concerto a San Paolo per ricordare i trent'anni della prima esibizione dei bossanovisti alla Carnegie Hall.
Antonio Brasileiro, del 1994, fu l'ultimo disco del Maestro: vi partecipò anche Sting e Jobim poté persino duettare con la figlia Maria Luíza di 7 anni e il nipote Daniel di 11 (insieme a tutto il clan Jobim). Ebbe ancora il tempo di fare l'ennesima esibizione alla Carnegie Hall in compagnia di Pat Metheny e Herbie Hancock per i cinquant'anni della Verve Records e di esibirsi per beneficenza con Luciano Pavarotti, Sting e Elton John.
Il suo ultimo concerto fu a Gerusalemme nel maggio del 1994. Tornò a Rio per registrare Fly Me to the Moon per il secondo album di duetti Duets II di Frank Sinatra, suo fraterno amico. Tre giorni dopo aver finito la registrazione, si spostò a New York per farsi operare per problemi circolatori; si scoprì, invece, un tumore maligno.
Jobim morì l'8 dicembre 1994, all'età di 67 anni, al Mount Sinai Hospital di New York. Giace al Cemitério São João Batista di Rio de Janeiro, in una tomba che reca l'epitafio "Longa é a arte, tão breve a vida", ispirato a una frase ippocratica (Ars longa vita brevis).

## Riconoscimenti
Antonio Carlos Jobim è uno dei pochi autori non anglosassoni inseriti nella Songwriters Hall of Fame statunitense.
Nel 1990 ha ricevuto il Premio Tenco a San Remo come Operatore culturale (il premio come Artista fu vinto da Caetano Veloso).
Nel 1995 il suo album Antonio Brasileiro ha vinto, postumo, il premio come Best Latin Jazz Performance ai Grammy Award.
Alla sua memoria è dedicato il principale scalo di Rio, l'Aeroporto Internacional Antonio Carlos Jobim (un tempo Aeroporto Internacional do Galeão).
Alla mascotte delle Paralimpiadi estive di Rio (tenutesi nel 2016), è stato dato il nome di Tom in suo onore.

## Canzoni celebri
In oltre quarant'anni di carriera, Antonio Carlos Jobim ha scritto centinaia di canzoni e brani musicali. Oltre 250 sono quelle registrate; si supera quota 300 se si considerano le canzoni tradotte in altre lingue.

### Con Vinícius de Moraes
| - Eu e o Meu Amor - Lamento no Morro - Monólogo de Orfeu - Mulher Sempre Mulher - Se Todos Fossem Iguais a Você | - Eu Não Existo Sem Você - Um Nome de Mulher - Canção do Amor Demais - Chega de Saudade - A Felicidade | - O Nosso Amor - Eu Sei Que Vou Te Amar - Sem Você - O Que Tinha De Ser - O Grande Amor | - Agua de Beber - Insensatez - Garota de Ipanema - Só Danço Samba - Modinha |

### Con Newton Mendonça
| - Incerteza - Foi a Noite | - Só Saudade - Desafinado - Caminhos cruzados | - Discussão - Meditação | - Perdido Nos Teus Olhos - Samba de uma nota só |

### Con Aloysio de Oliveira
| - Demais - Dindi | - Eu Preciso de Você - Inútil Paisagem | - Só Tinha de Ser com Você |

### Con Chico Buarque
| - Retrato em branco e preto - Sabiá | - Pois é - Carta do Tom | - Eu Te Amo - A violeira | - Meninos, Eu Vi - Anos dourados | - Piano na Mangueira - Imagina (Valsa Sentimental) |

### Con Billy Blanco
| - A montanha, o Sol, o Mar | - Tereza da Praia |

### Con Dolores Duran
| - Por causa de você | - Estrada do Sol |

### Solista
| - Pensando em você - Outra Vez - O que vai ser de mim - Este seu olhar - Falando de amor - Fotografia - Corcovado | - Samba do avião - Vivo sonhando - Triste - Wave - Stone Flower | - Tereza meu amor - Tide - Águas de março - Ana Luiza - O jardim abandonado | - Saudade do Brasil - Luiza - Gabriela - Passarim - Samba de Maria Luiza |

## Discografia

### Album in studio
- 1963 - The Composer of Desafinado, Plays
- 1964 - The Wonderful World of Antonio Carlos Jobim
- 1967 - Wave
- 1970 - Stone Flower
- 1970 - Tide
- 1974 - Elis & Tom (Elis Regina)
- 1975 - Urubu
- 1980 - Terra Brasilis
- 1987 - Passarim
- 1995 - Tom Jobim Inédito
- 1994 - Antonio Brasileiro

### Collaborazioni
- 1965 - Caymmi visita Tom (con Dorival Caymmi)
- 1967 - Francis Albert Sinatra & Antonio Carlos Jobim (con Frank Sinatra)
- 1973 - Matita Perê
- 1977 - Miúcha & Antonio Carlos Jobim - vol. 1 (con Miúcha)
- 1979 - Miucha & Tom Jobim - vol. 2 (con Miúcha)
- 1979 - Sinatra-Jobim Sessions (con Frank Sinatra)
- 1977 - Gravado ao Vivo no Canecão (con Vinícius de Moraes, Toquinho e Miúcha)
- 1981 - Edu & Tom (con Edu Lobo)

### Raccolte
- 1995 - Antonio Carlos Jobim: Composer
- 1996 - Um Homem Iluminado
- 1995 - The Man from Ipanema (cofanetto)
- 1997 - Meus Primeiros Passos e Compassos
- 2000 - Raros Compassos
- 2000 - Antonio Carlos Jobim's Finest Hour
- 2005 - 20th Century Masters - The Millennium Collection

### Live
- 1987 - Rio Rivisited (con Gal Costa)
- 1996 - Antonio Carlos Jobim & Friends
- 2000 - Tom Canta Vinícius
- 2002 - Live@RTSI (con Vinícius de Moraes, Toquinho e Miúcha)
- 2005 - Symphonic Jobim
- 2015 - Um encontro no Au bon gourmet (con João Gilberto e Vinícius de Moraes)

### Singoli
- 1972 - Disco de Bolso

### Partecipazioni
- 1955 - Luiz Bonfá - Luiz Bonfá
- 1955 - Carícia - Sylvia Telles
- 1958 - Canção do Amor Demais - Elizete Cardoso
- 1959 - Amor de gente moça - Sylvia Telles
- 1959 - Chega de Suadade - João Gilberto
- 1959 - Por tôda a minha vida - Lenita Bruno
- 1959 - O Amor, o Sorriso e a Flor - João Gilberto
- 1961 - João Gilberto - João Gilberto
- 1962 - Bossa Nova com Herbie Mann - Herbie Mann
- 1963 - Jazz Samba Encore! - Stan Getz & Luiz Bonfá
- 1964 - Getz/Gilberto - Stan Getz & João Gilberto
- 1964 - Sergio Mendes & Bossa Rio - Você ainda não ouviu nada! - Sérgio Mendes & Bossa Rio
- 1965 - The Astrud Gilberto Album - Astrud Gilberto
- 1965 - Recorded in Rio de Janeiro - Herbie Mann & João Gilberto
- 1966 - Love, Strings and Jobim
- 1971 - Sinatra & Company - Frank Sinatra
- 1981 - A Arca de Noé 2 - Vinícius de Moraes
- 1985 - Live in Montreux - CD 2: Brazilian Nights
- 1994 - Carnegie Hall Salutes the Jazz Masters
- 1994 - Salena Sings Jobim with the Jobims - Salena Jones
- 1994 - Duets II - Frank Sinatra

### Colonne sonore
- 1959 - Orfeu Negro - Bande Originale du Filme de Marcel Camus
- 1959 - Black Orpheus - OST
- 1967 - Garota de Ipanema - Trilha Sonora Original do Filme
- 1970 - The Adventurers - Music of the Soundtrack of the Paramount Picture
- 1983 - Gabriela - Trilha Sonora Original do Filme
- 1985 - O Tempo e o Vento - Trilha Sonora para Seriado de TV
- 1985 - Para Viver um Grande Amor - Trilha do Filme
- 1986 - Anos Dourados - Trilha Sonora de Seriado de TV
- 1991 - O Dono do Mundo - Trilha de Novela

### Altre composizioni
- 1954 - Rio de Janeiro - Sinfonia Popular em Tempo de Samba
- 1956 - Orfeu da Conceição (con Vinícius de Moraes)
- 1957 - O Pequeno Príncipe
- 1960 - Brasília - Sinfonia da Alvorada (con Vinícius de Moraes)
- 1965 - A Certain Mr. Jobim